# Mario Ochoa
Mario Ochoa, teljes nevén Mario Ochoa Gil, (1927. november 7. –) mexikói válogatott labdarúgó, középpályás.

## Karrierje
Pályafutása során két csapatban, a Club Américában és a Martéban játszott.
A mexikói válogatottal részt vett az 1950-es és az 1954-es világbajnokságon is.

## Külső hivatkozások
- Mario Ochoa – a FIFA adatbázisában